# Festival de Sanremo 2021
La 71e édition du Festival de Sanremo se tient au Théâtre Ariston de la ville de Sanremo du 2 au 6 mars 2021. Elle est présentée par Amadeus et Fiorello en collaboration avec divers invités lors des différentes soirées.  
Le gagnant de la catégorie Campioni possède, selon le règlement, le droit de préemption pour représenter l'Italie au Concours Eurovision de la chanson 2021. 
La catégorie Nuove Proposte est remportée le 5 mars par Gaudiano  et sa chanson Polvere da sparo. La catégorie Campioni est remportée par Måneskin avec leur chanson Zitti e buoni dans la nuit du 6 au 7 mars.

## Participants

### Campioni
| Artiste                       | Chanson                     | Auteur(s)                                                                                |
| ----------------------------- | --------------------------- | ---------------------------------------------------------------------------------------- |
| Aiello                        | Ora                         | Aiello                                                                                   |
| Annalisa                      | Dieci                       | Annalisa, D. Simonetta, P. Antonacci et J. D’Amico                                       |
| Arisa                         | Potevi fare di più          | G. D'Alessio                                                                             |
| Bugo                          | E invece sì                 | Bugo, A. Bonomo et S. Bertolotti                                                         |
| Colapesce Dimartino           | Musica leggerissima         | Colapesce et Dimartino                                                                   |
| Coma_Cose                     | Fiamme negli occhi          | F. Zanardelli, F. Mesiano, F. Dalè et C. Frigerio                                        |
| Ermal Meta                    | Un milione di cose da dirti | E. Meta et R. Cardelli                                                                   |
| Extraliscio et Davide Toffolo | Bianca luce nera            | M. Mariani, Pacifico et E. Sgarbi                                                        |
| Fasma                         | Parlami                     | Fasma et L. Zammarano                                                                    |
| Francesca Michielin et Fedez  | Chiamami per nome           | F. Michielin, Fedez, J. D’Amico, Mahmood, A. Raina et D. Simonetta                       |
| Francesco Renga               | Quando trovo te             | F. Renga, R. Casalino et D. Faini                                                        |
| Fulminacci                    | Santa Marinella             | Fulminacci                                                                               |
| Gaia                          | Cuore amaro                 | Gaia, J. Ettorre, G. Spedicato et D. Dezi                                                |
| Ghemon                        | Momento perfetto            | Ghemon, S. Privitera, G. Seccia et D. Raciti                                             |
| Gio Evan                      | Arnica                      | G. Evan et F. Catitti                                                                    |
| Irama                         | La genesi del tuo colore    | Irama, Dardust et G. Nenna                                                               |
| La Rappresentante di Lista    | Amare                       | V. Lucchesi, D. Mangiaracina, Dardust et R. Cammarata                                    |
| Lo Stato Sociale              | Combat pop                  | A. Cazzola, F. Draicchio, J. Ettorre, L. Guenzi, A. Guidetti, E. Roberto et M. Romagnoli |
| Madame                        | Voce                        | Madame, Dardust et E. Botta                                                              |
| Malika Ayane                  | Ti piaci così               | M. Ayane, Pacifico, A. Flora et R. Rampino                                               |
| Måneskin                      | Zitti e buoni               | D. David, T. Raggi, V. De Angelis et E. Torchio                                          |
| Max Gazzè                     | Il farmacista               | F. Gazzè, M. Gazzè et F. De Benedittis                                                   |
| Noemi                         | Glicine                     | Tattroli, G. Lubrano, D. Faini et F. Fugazza                                             |
| Orietta Berti                 | Quando ti sei innamorato    | F. Boccia, C. Esposito et M. Rettani                                                     |
| Random                        | Torno a te                  | Random et Zenit                                                                          |
| Willie Peyote                 | Mai dire mai (la locura)    | W. Peyote, C. Cavalieri D’Oro, D. Bestonzo et G. Petrelli                                |

### Nuove Proposte
| Artiste       | Chanson            | Auteur(s)                                          |
| ------------- | ------------------ | -------------------------------------------------- |
| Avincola      | Goal!              | Avincola                                           |
| Davide Shorty | Regina             | D. Shorty, C. Guarcello, D. Savarese et E. Triglia |
| Dellai        | Io sono Luca       | L. Dellai et M. Dellai                             |
| Elena Faggi   | Che ne so          | E. Faggi et F. Faggi                               |
| Folcast       | Scopriti           | Folcast, T. Colliva et R. Scogna                   |
| Gaudiano      | Polvere da sparo   | Gaudiano et F. Cataldo                             |
| Greta Zuccoli | Ogni cosa sa di te | G. Zuccoli                                         |
| Wrongonyou    | Lezioni di volo    | Wrongonyou, A. Al Kassem et R. Sciré               |

## Soirées

### Première soirée

#### Campioni
Lors de cette première soirée, les treize premières chansons de la catégorie Campioni sont interprétées. Un premier vote a également lieu, composé intégralement du jury démoscopique. Un classement général des vingt-quatre artistes est publié après la deuxième soirée.
Le chanteur Irama devait initialement se produire ce premier soir. Cependant, après le test positif à la Covid-19 d'un des membres de son personnel, sa prestation est reportée au lendemain et il est remplacé par Noemi.
| Ordre | Artiste                      | Chanson             | Vote 1re soirée (jury démoscopique) | Classement général |
| Ordre | Artiste                      | Chanson             | Place                               | Place              |
| ----- | ---------------------------- | ------------------- | ----------------------------------- | ------------------ |
| 1     | Arisa                        | Potevi fare di più  | 6                                   | 11                 |
| 2     | Colapesce Dimartino          | Musica leggerissima | 9                                   | 17                 |
| 3     | Aiello                       | Ora                 | 13                                  | 26                 |
| 4     | Francesca Michielin et Fedez | Chiamami per nome   | 4                                   | 7                  |
| 5     | Max Gazzè                    | Il farmacista       | 8                                   | 16                 |
| 6     | Noemi                        | Glicine             | 2                                   | 5                  |
| 7     | Madame                       | Voce                | 11                                  | 20                 |
| 8     | Måneskin                     | Zitti e buoni       | 7                                   | 15                 |
| 9     | Ghemon                       | Momento perfetto    | 12                                  | 25                 |
| 10    | Coma_Cose                    | Fiamme negli occhi  | 10                                  | 18                 |
| 11    | Annalisa                     | Dieci               | 1                                   | 2                  |
| 12    | Francesco Renga              | Quando trovo te     | 5                                   | 10                 |
| 13    | Fasma                        | Parlami             | 3                                   | 6                  |

#### Nuove Proposte
Quatre des huit artistes de la catégorie Nuove Proposte interprètent leur chanson lors de cette soirée. Le vote est constitué pour 33 % du vote du jury démoscopique, pour 33 % du vote de la salle de presse et pour 34 % du télévote. Les deux artistes les mieux placés se qualifient pour la finale, qui se tient lors de la quatrième soirée.
- Chanson qualifiée pour la finale

| Ordre | Artista     | Brano            | Vote 1re soirée         | Vote 1re soirée       | Vote 1re soirée | Vote 1re soirée | Place |
| Ordre | Artista     | Brano            | Jury démoscopique (33%) | Salle de presse (33%) | Télévote (34%)  | Moyenne         | Place |
| ----- | ----------- | ---------------- | ----------------------- | --------------------- | --------------- | --------------- | ----- |
| 1     | Gaudiano    | Polvere da sparo | 26,26 %                 | 26,20%                | 36,88 %         | 29,85 %         | 1     |
| 2     | Elena Faggi | Che ne so        | 23,42 %                 | 22,79 %               | 17,28 %         | 21,12 %         | 4     |
| 3     | Avincola    | Goal!            | 24,27 %                 | 24,17 %               | 22,37 %         | 23,59 %         | 3     |
| 4     | Folcast     | Scopriti         | 26,05 %                 | 26,85 %               | 23,47 %         | 25,47 %         | 2     |

### Deuxième soirée

#### Campioni
Lors de cette première soirée, les treize autres chansons de la catégorie Campioni sont interprétées. Comme la veille, un premier vote a lieu, composé intégralement du jury démoscopique.
La participation du chanteur Irama en direct est, une fois de plus, annulée, en raison d'un deuxième membre de son personnel testé positif à la Covid-19. Cependant, le présentateur Amadeus propose de diffuser sa répétition générale, datant du 1er mars. Après accord des autres participants et du diffuseur, Irama reste en lice avec cette prestation pré-enregistrée.
| Ordre | Artiste                       | Chanson                     | Vote 2e soirée (jury démoscopique) | Classement général |
| Ordre | Artiste                       | Chanson                     | Place                              | Place              |
| ----- | ----------------------------- | --------------------------- | ---------------------------------- | ------------------ |
| 1     | Orietta Berti                 | Quando ti sei innamorato    | 11                                 | 22                 |
| 2     | Bugo                          | E invece sì                 | 13                                 | 24                 |
| 3     | Gaia                          | Cuore amaro                 | 6                                  | 12                 |
| 4     | Lo Stato Sociale              | Combat Pop                  | 4                                  | 8                  |
| 5     | La Rappresentante di Lista    | Amare                       | 8                                  | 14                 |
| 6     | Malika Ayane                  | Ti piaci così               | 3                                  | 4                  |
| 7     | Ermal Meta                    | Un milione di cose da dirti | 1                                  | 1                  |
| 8     | Extraliscio et Davide Toffolo | Bianca luce nera            | 9                                  | 19                 |
| 9     | Random                        | Torno a te                  | 12                                 | 23                 |
| 10    | Fulminacci                    | Santa Marinella             | 7                                  | 13                 |
| 11    | Willie Peyote                 | Mai dire mai (la locura)    | 5                                  | 9                  |
| 12    | Gio Evan                      | Arnica                      | 10                                 | 21                 |
| 13    | Irama                         | La genesi del tuo colore    | 2                                  | 3                  |

#### Nuove Proposte
Les quatre autres artistes de la catégorie Nuove Proposte, également répartis en deux duels, interprètent leur chanson lors de cette soirée. Le système de vote est identique à celui avec les de la veille et les deux artistes les mieux classés se qualifient pour la finale.
- Chanson qualifiée pour la finale

| Ordre | Artista       | Brano              | Vote 2e soirée          | Vote 2e soirée        | Vote 2e soirée | Vote 2e soirée | Place |
| Ordre | Artista       | Brano              | Jury démoscopique (33%) | Salle de presse (33%) | Télévote (34%) | Moyenne        | Place |
| ----- | ------------- | ------------------ | ----------------------- | --------------------- | -------------- | -------------- | ----- |
| 1     | Wrongonyou    | Lezioni di volo    | 26,01 %                 | 26,59 %               | 24,45 %        | 25,67 %        | 2     |
| 2     | Greta Zuccoli | Ogni cosa sa di te | 23,78 %                 | 23,42 %               | 25,98 %        | 24,41 %        | 3     |
| 3     | Davide Shorty | Regina             | 25,00 %                 | 26,82 %               | 30,51 %        | 27,47 %        | 1     |
| 4     | Dellai        | Io sono Luca       | 25,22 %                 | 23,17 %               | 19,07 %        | 22,45 %        | 4     |

### Troisième soirée
Pendant cette soirée, intitulée Canzone d'autore, les vingt-six artistes interprètent une cover de chanson — qui n'a pas besoin d'être liée au Festival de Sanremo —. Les artistes choisissent également s'ils souhaitent chanter seuls ou avec un invité. Pour cette soirée, ce sont les musiciens et choristes membres de l'orchestre du Festival qui votent. Le vote de la troisième soirée est cumulé aux votes des soirées précédentes pour donner un classement général.
| Ordre | Artiste                       | Invité                                    | Chanson (artiste original - année)                    | Vote 3e soirée (orchestre) | Classement général |
| Ordre | Artiste                       | Invité                                    | Chanson (artiste original - année)                    | Place                      | Place              |
| ----- | ----------------------------- | ----------------------------------------- | ----------------------------------------------------- | -------------------------- | ------------------ |
| 1     | Noemi                         | Neffa                                     | Prima di andare via (Neffa - 2003)                    | 17                         | 12                 |
| 2     | Fulminacci                    | Valerio Lundini et Roy Paci               | Penso positivo (Jovanotti - 1994)                     | 15                         | 15                 |
| 3     | Francesco Renga               | Casadilego                                | Una ragione di più (Ornella Vanoni - 1969)            | 19                         | 18                 |
| 4     | Extraliscio et Davide Toffolo | Peter Pichler                             | Rosamunda (medley)                                    | 3                          | 8                  |
| 5     | Fasma                         | Nesli                                     | La fine (Nesli - 2009)                                | 20                         | 16                 |
| 6     | Bugo                          | Pinguini Tattici Nucleari                 | Un'avventura (Lucio Battisti - 1969)                  | 23                         | 23                 |
| 7     | Francesca Michielin et Fedez  | -                                         | E allora felicità (medley)                            | 21                         | 19                 |
| 8     | Irama                         | -                                         | Cyrano (Francesco Guccini - 1996)                     | 13                         | 5                  |
| 9     | Måneskin                      | Manuel Agnelli                            | Amandoti (CCCP Fedeli alla linea - 1990)              | 6                          | 10                 |
| 10    | Random                        | The Kolors                                | Ragazzo fortunato (Jovanotti - 1992)                  | 25                         | 24                 |
| 11    | Willie Peyote                 | Samuele Bersani                           | Giudizi universali (Samuele Bersani - 1997)           | 4                          | 3                  |
| 12    | Orietta Berti                 | Le Deva                                   | Io che amo solo te (Sergio Endrigo - 1962)            | 2                          | 9                  |
| 13    | Gio Evan                      | Les chanteurs de The Voice Seniors        | Gli anni (883 - 1995)                                 | 24                         | 22                 |
| 14    | Ghemon                        | Neri per Caso                             | L'essere infinito (L.E.I) (medley)                    | 10                         | 20                 |
| 15    | La Rappresentante di Lista    | Donatella Rettore                         | Splendido splendente (Donatella Rettore - 1979)       | 9                          | 11                 |
| 16    | Arisa                         | Michele Bravi                             | Quando (Pino Daniele - 1991)                          | 5                          | 4                  |
| 17    | Madame                        | -                                         | Prisencolinensinainciusol (Adriano Celentano - 1972   | 18                         | 21                 |
| 18    | Lo Stato Sociale              | Emanuela Fanelli et Francesco Pannofino   | Non è per sempre (Afterhours - 1999)                  | 11                         | 6                  |
| 19    | Annalisa                      | Federico Poggipollini                     | La musica è finita (Ornella Vanoni - 1967)            | 7                          | 2                  |
| 20    | Gaia                          | Lous and the Yakuza                       | Mi sono innamorato di te (Luigi Tenco - 1962)         | 12                         | 14                 |
| 21    | Colapesce Dimartino           | -                                         | Povera patria (Franco Battiato - 1991)                | 14                         | 17                 |
| 22    | Coma_Cose                     | Alberto Radius et Mamakass                | Il mio canto libero (Lucio Battisti - 1972)           | 26                         | 26                 |
| 23    | Malika Ayane                  | -                                         | Insieme a te non ci sto più (Caterina Caselli - 1968) | 16                         | 7                  |
| 24    | Max Gazzè                     | Daniele Silvestri et Magical Mistery Band | Del mondo (C.S.I. - 1994)                             | 8                          | 13                 |
| 25    | Ermal Meta                    | Orchestre de mandoline de Naples          | Caruso (Lucio Dalla - 1986)                           | 1                          | 1                  |
| 26    | Aiello                        | Vegas Jones                               | Gianna (Rino Gaetano - 1978)                          | 22                         | 25                 |

### Quatrième soirée

#### Campioni
Dans la catégorie Campioni, les vingt-six participants se produisent avec leur chanson. Lors de cette soirée, seule la salle de presse vote. Le vote de la 4e soirée est cumulé aux votes des soirées précédentes pour donner un classement général.
| Ordre | Artiste                       | Chanson                     | Vote 4e soirée (salle de presse) | Classement général |
| Ordre | Artiste                       | Chanson                     | Place                            | Place              |
| ----- | ----------------------------- | --------------------------- | -------------------------------- | ------------------ |
| 1     | Annalisa                      | Dieci                       | 17                               | 4                  |
| 2     | Aiello                        | Ora                         | 25                               | 26                 |
| 3     | Måneskin                      | Zitti e buoni               | 2                                | 5                  |
| 4     | Noemi                         | Glicine                     | 6                                | 10                 |
| 5     | Orietta Berti                 | Quando ti sei innamorato    | 12                               | 12                 |
| 6     | Colapesce Dimartino           | Musica leggerissima         | 1                                | 8                  |
| 7     | Max Gazzè                     | Il farmacista               | 14                               | 14                 |
| 8     | Willie Peyote                 | Mai dire mai (la locura)    | 3                                | 2                  |
| 9     | Malika Ayane                  | Ti piaci così               | 9                                | 9                  |
| 10    | La Rappresentante di Lista    | Amare                       | 4                                | 7                  |
| 11    | Madame                        | Voce                        | 10                               | 18                 |
| 12    | Arisa                         | Potevi fare di più          | 7                                | 3                  |
| 13    | Coma_Cose                     | Fiamme negli occhi          | 13                               | 22                 |
| 14    | Fasma                         | Parlami                     | 21                               | 19                 |
| 15    | Lo Stato Sociale              | Combat pop                  | 15                               | 11                 |
| 16    | Francesca Michielin et Fedez  | Chiamami per nome           | 11                               | 17                 |
| 17    | Irama                         | La genesi del tuo colore    | 8                                | 6                  |
| 18    | Extraliscio et Davide Toffolo | Bianca luce nera            | 18                               | 13                 |
| 19    | Ghemon                        | Momento perfetto            | 19                               | 20                 |
| 20    | Francesco Renga               | Quando trovo te             | 22                               | 21                 |
| 21    | Gio Evan                      | Arnica                      | 24                               | 23                 |
| 22    | Ermal Meta                    | Un milione di cose da dirti | 5                                | 1                  |
| 23    | Bugo                          | E invece sì                 | 23                               | 24                 |
| 24    | Fulminacci                    | Santa Marinella             | 16                               | 15                 |
| 25    | Gaia                          | Cuore amaro                 | 20                               | 16                 |
| 26    | Random                        | Torno a te                  | 26                               | 25                 |

#### Nuove Proposte
Lors de cette soirée a lieu la finale de la catégorie Nuove Proposte. Les quatre artistes encore en lice interprètent leur chanson une dernière vois avant le vote, constitué pour 33 % du vote du jury démoscopique, pour 33 % du vote de la salle de presse et pour 34 % du télévote.
- Vainqueur

| Ordre | Artiste       | Chanson          | Vote                    | Vote                  | Vote           | Vote    | Place |
| Ordre | Artiste       | Chanson          | Jury démoscopique (33%) | Salle de presse (33%) | Télévote (34%) | Moyenne | Place |
| ----- | ------------- | ---------------- | ----------------------- | --------------------- | -------------- | ------- | ----- |
| 1     | Davide Shorty | Regina           | 24,23 %                 | 24,96 %               | 27,07 %        | 25,44 % | 2     |
| 2     | Folcast       | Scopriti         | 24,16 %                 | 24,74 %               | 23,36 %        | 24,08 % | 3     |
| 3     | Gaudiano      | Polvere da sparo | 25,83 %                 | 24,56 %               | 33,46 %        | 28,01 % | 1     |
| 4     | Wrongonyou    | Lezioni di volo  | 25,78 %                 | 25,74 %               | 16,12 %        | 22,48 % | 4     |

### Cinquième soirée
Cette soirée constitue la finale de la catégorie Campioni. Elle se divise en deux. D'abord, les vingt-six artistes interprètent leur chanson puis un premier vote, constitué uniquement du télévote italien, a lieu. Le classement est ensuite cumulé a celui des soirées précédentes. Les trois meilleurs classés après ce vote et l'agrégation des nouveaux résultats sont ensuite soumis au vote une seconde fois. Le second vote est constitué pour 33 % du vote du jury démoscopique, pour 33 % du vote de la salle de presse et pour 34 % du télévote et est ensuite agrégé aux votes des soirées précédentes. L'artiste le mieux placé au terme de la procédure est déclaré vainqueur.
- Chanson qualifiée pour le second tour
- Vainqueur

| Ordre | Artiste                       | Chanson                     | Vote 5e soirée (télévote) | Vote 5e soirée (télévote) | Classement général | Classement général |
| Ordre | Artiste                       | Chanson                     | Pourcentage               | Place                     | Pourcentage        | Place              |
| ----- | ----------------------------- | --------------------------- | ------------------------- | ------------------------- | ------------------ | ------------------ |
| 1     | Ghemon                        | Momento perfetto            | 1,13                      | 20                        | 3,01               | 21                 |
| 2     | Gaia                          | Cuore amaro                 | 1,12                      | 22                        | 3,16               | 19                 |
| 3     | Irama                         | La genesi del tuo colore    | 7,74                      | 5                         | 5,10               | 5                  |
| 4     | Gio Evan                      | Arnica                      | 1,01                      | 23                        | 2,59               | 23                 |
| 5     | Ermal Meta                    | Un milione di cose da dirti | 8,48                      | 3                         | 5,60               | 3                  |
| 6     | Fulminacci                    | Santa Marinella             | 1,74                      | 15                        | 3,36               | 16                 |
| 7     | Francesco Renga               | Quando trovo te             | 1,12                      | 21                        | 2,87               | 22                 |
| 8     | Extraliscio et Davide Toffolo | Bianca luce nera            | 2,29                      | 13                        | 3,60               | 12                 |
| 9     | Colapesce Dimartino           | Musica leggerissima         | 8,10                      | 4                         | 5,14               | 4                  |
| 10    | Malika Ayane                  | Ti piaci così               | 1,13                      | 19                        | 3,40               | 15                 |
| 11    | Francesca Michielin et Fedez  | Chiamami per nome           | 16,02                     | 1                         | 6,86               | 1                  |
| 12    | Willie Peyote                 | Mai dire mai (la locura)    | 5,86                      | 6                         | 4,80               | 6                  |
| 13    | Orietta Berti                 | Quando ti sei innamorato    | 4,05                      | 9                         | 4,10               | 9                  |
| 14    | Arisa                         | Potevi fare di più          | 3,29                      | 10                        | 4,03               | 10                 |
| 15    | Bugo                          | E invece sì                 | 0,90                      | 24                        | 2,48               | 24                 |
| 16    | Måneskin                      | Zitti e buoni               | 13,02                     | 2                         | 6,45               | 2                  |
| 17    | Madame                        | Voce                        | 5,37                      | 7                         | 4,16               | 8                  |
| 18    | La Rappresentante di Lista    | Amare                       | 2,68                      | 11                        | 3,80               | 11                 |
| 19    | Annalisa                      | Dieci                       | 4,72                      | 8                         | 4,38               | 7                  |
| 20    | Coma_Cose                     | Fiamme negli occhi          | 2,67                      | 12                        | 3,09               | 20                 |
| 21    | Lo Stato Sociale              | Combat pop                  | 1,79                      | 14                        | 3,53               | 13                 |
| 22    | Random                        | Torno a te                  | 0,45                      | 26                        | 2,23               | 26                 |
| 23    | Max Gazzè                     | Il farmacista               | 0,66                      | 25                        | 3,16               | 17                 |
| 24    | Noemi                         | Glicine                     | 1,60                      | 17                        | 3,49               | 14                 |
| 25    | Fasma                         | Parlami                     | 1,69                      | 16                        | 3,16               | 18                 |
| 26    | Aiello                        | Ora                         | 1,38                      | 18                        | 2,45               | 25                 |

| Ordre | Artiste                      | Chanson                     | Vote finale à trois     | Vote finale à trois   | Vote finale à trois | Classement général | Classement général |
| Ordre | Artiste                      | Chanson                     | Jury démoscopique (33%) | Salle de presse (33%) | Télévote (34%)      | Pourcentage        | Place              |
| ----- | ---------------------------- | --------------------------- | ----------------------- | --------------------- | ------------------- | ------------------ | ------------------ |
| 1     | Ermal Meta                   | Un milione di cose da dirti | 33,89 %                 | 34,71 %               | 18,21 %             | 28,83 %            | 3                  |
| 2     | Francesca Michielin et Fedez | Chiamami per nome           | 33,13 %                 | 30,13 %               | 28,26 %             | 30,49 %            | 2                  |
| 3     | Måneskin                     | Zitti e buoni               | 32,97 %                 | 35,16 %               | 53,53 %             | 40,68 %            | 1                  |

## Audiences
| Soirée | Date        | 1re partie      | 1re partie | 2de partie      | 2de partie | Moyenne         | Moyenne | Références |
| Soirée | Date        | Télespectateurs | PDM        | Télespectateurs | PDM        | Télespectateurs | PDM     | Références |
| ------ | ----------- | --------------- | ---------- | --------------- | ---------- | --------------- | ------- | ---------- |
| I      | 2 mars 2021 | 11 176 000      | 46,4 %     | 4 212 000       | 47,8 %     | 8 363 000       | 46,6 %  | [ 6 ]      |
| II     | 3 mars 2021 | 10 113 000      | 41,2 %     | 3 966 000       | 45,7 %     | 7 586 000       | 42,1 %  | [ 7 ]      |
| III    | 4 mars 2021 | 10 596 000      | 42,4 %     | 4 369 000       | 50,6 %     | 7 653 000       | 44,3 %  | [ 8 ]      |
| IV     | 5 mars 2021 | 11 115 000      | 43,3 %     | 4 980 000       | 48,2 %     | 8 014 000       | 44,7 %  | [ 9 ]      |
| Finale | 6 mars 2021 | 13 203 000      | 49,94 %    | 7 730 000       | 62,47 %    | 10 715 000      | 53,5 %  | [ 10 ]     |

## À l'Eurovision
Lors de la conférence de presse suivant leur victoire, Måneskin annoncent qu'ils représenteront l'Italie au Concours Eurovision de la chanson 2021 avec leur chanson Zitti e buoni. L'Italie faisant partie du Big Five, le groupe est automatiquement qualifié pour la finale du 22 mai 2021. Le groupe y finira vainqueur devant la France et la Suisse, remportant 524 points, signant ainsi la troisième victoire italienne à l'Eurovision après celles de 1964 et 1990,.